# Kalanchoe tomentosa
Kalanchoe tomentosa, известно също като котешки уши или растение панда, е сукулентно растение от рода каланхое (Kalanchoe). Родом е от Мадагаскар.
Растението е получавало Наградата за градински заслуги на Кралското градинарско общество.

## Описание
Има листа с червени рамки.

## Сортове
Kalanchoe tomentosa има много различни сортове, като:
- „Златно момиче“
- „Шоколадов войник“
- „Черна вратовръзка“
- „Плюшено мече“